# Micrathena furva
Micrathena furva là một loài nhện trong họ Araneidae.
Loài này thuộc chi Micrathena. Micrathena furva được Eugen von Keyserling miêu tả năm 1892.